# オーバーニュ
オーバーニュ(Aubagne 発音例)は、南フランスのプロヴァンス＝アルプ＝コート・ダジュール地域圏ブーシュ＝デュ＝ローヌ県の都市(コミューン)。オバーニュ、オーバニュとも表記される。人口においては、県第5位のコミューン。

## 地理
南東には三角状の沼地、東にはトゥーロン、西にはマルセイユがある。市域は盆地に当たっているため、ガルラバン山塊(le massif du Garlaban)、サント＝ボーム山塊の支脈、ドゥアール山塊(le massif du Douard)などに囲まれている。

## 産業
農業、工業のほか、伝統的な製陶業としてサントン(小さな陶器人形)づくりが行われている。

## 行政
マルセイユ郡に属する。小郡の区分上は、オーバーニュは東西に分けられ、東部は東オーバーニュ小郡（オーバーニュ東部以外に5つの市町村からなる）の小郡庁所在地に、西部は西オーバーニュ小郡（オーバーニュ西部とラ・ペンヌ＝シュル＝ユヴォーヌ市から成る）の小郡庁所在地に、それぞれ指定されている。

## 軍事
フランス外人部隊の司令部および第1外人連隊が1962年より駐留している。

## 人口統計
| 1962年 | 1968年 | 1975年 | 1982年 | 1990年 | 1999年 | 2006年 | 2015年 |
| ------ | ------ | ------ | ------ | ------ | ------ | ------ | ------ |
| 21211  | 27938  | 33595  | 38561  | 41100  | 42588  | 44682  | 45410  |

参照元:1962年から1999年までは複数コミューンに住所登録をする者の重複分を除いたもの。それ以降は当該コミューンの人口統計によるもの。1999年までEHESS/Cassini、2006年以降INSEE

## オーバーニュ生まれの有名人
- マルセル・パニョル(1895年-1974年)- 作家・映画人
  - マルセル・パニョルの家- オーバーニュには彼の生家が残っている。
- アラン・ベルナール(1983年-)- 競泳選手

## 参照
1. ↑  http://cassini.ehess.fr/cassini/fr/html/fiche.php?select_resultat=1600
2. ↑  https://www.insee.fr/fr/statistiques/3293086?geo=COM-13005
3. ↑  http://www.insee.fr